# Partido de Cauquenes
Partido de Cauquenes es una división territorial del Imperio español dentro de la Capitanía General de Chile. Forma parte de la Intendencia de Concepción. Su asiento estaba en la Villa de Nuestra Señora de Las Mercedes de Tutuvén.

## Historia
Creado en 1786 a partir de la antigua Provincia o Corregimiento de Cauquenes.
Posteriormente, se segrega el Partido de Linares, correspondiente al sector oriental del partido. En 1823, cambia su denominación a Delegación de Cauquenes.

## Límites
- Al norte con el río Maule y el Partido de Maule.
- Al este con la Cordillera de Los Andes.
- Al sur con el Partido de Chillán y el partido de Itata.
- Al oeste con el Océano Pacífico.

## Administración
Era regida por el Subdelegado de Cauquenes.
De acuerdo a Vicente Carvallo y Goyeneche:

Su capital es la villa de Nuestra Señora de las Mercedes, fundada a 9 de mayo de 1742 por José Manso de Velasco, conde de Superunda.

De acuerdo a Vicente Carvallo Gooyeneche, se encuentra "sobre el remate da una colina baja a orillas del río Tutuvén, pero distante de su confluente con Cauquenes que da nombre a la provincia. Su figura es cuadrada, con 34 manzanas ocupadas por cien vecinos, que componen el número de 715 habitantes españoles, indios, mestizos, i negros."

Su cabildo, presidido del subdelegado, le forman dos alcaldes ordinarios, cuatro regidores, alférez real, procurador y escribano.

## Demografía
Según Vicente Carvallo Goyeneche:

Se estiende diez i nueve leguas de norte a sur, i 40 de oriente a poniente, resultando una superficie de 760 leguas cuadradas, ocupadas hoi de 189,501 habitantes.

Sin embargo, según el censo de los Partidos de la Provincia de Concepción conforme a las matrículas de 1812, presentados para el censo de 1813, hay 31.815 habitantes, considerando los Curatos de Cauquenes y Huerta del Maule.

## Geografía
Según Vicente Carvallo Goyeneche:
"La riegan los ríos Maule, Longomilla, Lliguai, Achihuenu, Bureu, Purapel, Tutuben i Cauquénes, que recogiendo muchos arroyos, entran todos en el primero para desaguar juntos en el mar; abundan de truchas pejereyes i peladillas."